# Савезна ваздухопловна моделарска школа
Савезна ваздухопловна моделарска школа, основана је 1947. у Руми, као стручни орган Ваздухопловног савеза Југославије. Та Школа је одржавала курсеве за наставнике ваздухопловног моделарства, који су настављали са радом у ваздухопловним моделарским школама у републикама и покрајинама. Школа је издавала часопис Ваздухопловни моделар. и организовала припреме репрезентација Југославије.
Године 1951. Школа је пресељена у Београд и реорганизована у Институт за ваздухопловно моделарство, као стручна установа Ваздухопловнох савеза Југославије, за унапређење ваздухопловне моделарске технике. Институт је посебно заслужан за серијску производњу комплета модела клипних и ракетних мотора и радио управљачких уређаја и издавање бројних стручних публикација. 
Касније је та установа наставила са радом под називом Центар за ваздухопловно моделарство.